# 적도 기니의 국장

적도 기니의 국장

적도 기니의 국장은 1979년 8월 21일에 제정되었다.
국장 가운데에 그려진 회색 방패 안에는 판야나무가 그려져 있으며 방패 위에는 여섯 개의 노란색 육각별이 그려져 있다. 방패는 스페인과 적도 기니의 통치자 사이에 맺어진 조약이 처음으로 조인되었던 장소를 의미하며 여섯 개의 육각별은 적도 기니 본토와 다섯 개의 큰 섬을 의미한다.
방패 아래쪽에 있는 리본에는 적도 기니의 나라 표어인 "단결, 평화, 정의"("Unidad, Paz, Justicia")가 스페인어로 쓰여 있다. 1973년부터 1979년까지 프란시스코 마시아스 응게마가 집권하는 동안에는 표어가 바뀌었지만 1979년 8월 21일에 원래의 표어로 바뀌었다.

## 이전의 국장

적도 기니의 국장 (1973년 ~ 1979년)

## 같이 보기
- 적도 기니의 국기